# 밀리언마켓
밀리언마켓(Million Market)은 대한민국의 연예기획사이다.
2018년 10월 2일 SM 엔터테인먼트에 인수되어 자회사가 되었다. 뒤 이어 10월 22일에는 빌스택스가 설립한 ATM Seoul을 인수하여 쿠기와 빌스택스가 합류하였다.

## 현재 소속 연예인
- MC몽

## 과거 소속 연예인
- 챈슬러
- 데이 데이
- 재이콥스
- 수란
- 페노메코
- 우태운
- 오성종
- 2F (신용재, 김원주)
- 김농밀
- 개리